# Three Bags of Silver
Three Bags of Silver è un cortometraggio muto del 1914 diretto da Francis J. Grandon.
È il sesto episodio del serial The Adventures of Kathlyn.

## Trama
Trama di Moving Picture World synopsis in (EN)  su 

## Produzione
Il film fu prodotto dalla Selig Polyscope Company.

## Distribuzione
Distribuito dalla General Film Company, il film - un cortometraggio in due bobine - uscì nelle sale cinematografiche statunitensi il 9 marzo 1914.